# كوكب قزم
الكوكب القزم هو جرم ذو كتلة كوكبية، لا يسيطر على محيطه الفضائي (كما يفعل الكوكب الحقيقي أو الكلاسيكي) ولا يعد أيضًا قمرًا طبيعيًا. أي أنه يدور في مدار مباشر للشمس وهو ضخم بما يكفي ليكون من الكواكب -لأن جاذبيته تحافظ عليه في شكل متوازن هيدروستاتيكي (عادةً ما يكون شبه كروي)- ولكنه لا يستطيع إزالة محيط مداره من الأجرام المماثلة. النموذج الأولي للكوكب القزم هو بلوتو. يكمن اهتمام علماء جيولوجيا الكواكب بالكواكب القزمة في أنها، يحتمل أن تكون أجرامًا متمايزة ونشطة جيولوجيًا، وهو توقع أكدته بعثة نيو هورايزونز عام 2015 إلى بلوتو.
عدد الكواكب القزمة في النظام الشمسي غير معروف. هذا لأن تحديد ما إذا كان الجسم في حالة توازن هيدروستاتيكي يتطلب مراقبة دقيقة بواسطة المركبات الفضائية. أكبر ستة معروفين حتى الآن إما جرى زيارتهم من قِبل المركبات الفضائية (بلوتو وسيريس) أو لها قمر واحد معروف على الأقل (بلوتو، إريس، هاوميا، ميكميك، جونجونج، كواور)، مما يسمح بتحديد كتلها وبالتالي تقدير كثافتها. يمكن أن تتناسب الكتلة والكثافة بدورها مع نماذج التوازن الهيدروستاتيكي.
صاغ عالم الكواكب آلان ستيرن مصطلح الكوكب القزم كجزء من تصنيف ثلاثي للأجرام ذات الكتلة الكوكبية في النظام الشمسي: الكواكب الكلاسيكية (الثمانية الكبار) والكواكب القزمة والكواكب القمرية. وهكذا صورت الكواكب القزمة على أنها فئة من الكواكب، كما يوحي الاسم. ومع ذلك، في عام 2006، اعتمد المصطلح من قبل الاتحاد الفلكي الدولي (IAU) كفئة من الأجسام الكوكبية الفرعية، كجزء من إعادة تصنيف ثلاثية الأبعاد للأجرام التي تدور حول الشمس. اتخذ القرار باكتشاف إريس، وهو جرم وراء نبتوني وكان أكبر من بلوتو ولكنه لا يزال أصغر بكثير من الكواكب الكلاسيكية، بعد اكتشاف عدد من الأجسام الأخرى التي تنافس بلوتو في الحجم، وهكذا أعيد النظر في بلوتو. وهكذا يميز ستيرن والعديد من علماء جيولوجيا الكواكب، الكواكب القزمة عن الكواكب الكلاسيكية، ولكن منذ عام 2006 استبعد الاتحاد الفلكي الدولي ومعظم علماء الفلك أجسامًا مثل إريس وبلوتو من قائمة الكواكب تمامًا. أُشيدت واُنتقدت عملية إعادة تعريف ما هو الجرم الذي يشكل كوكبًا.

## تاريخ المفهوم

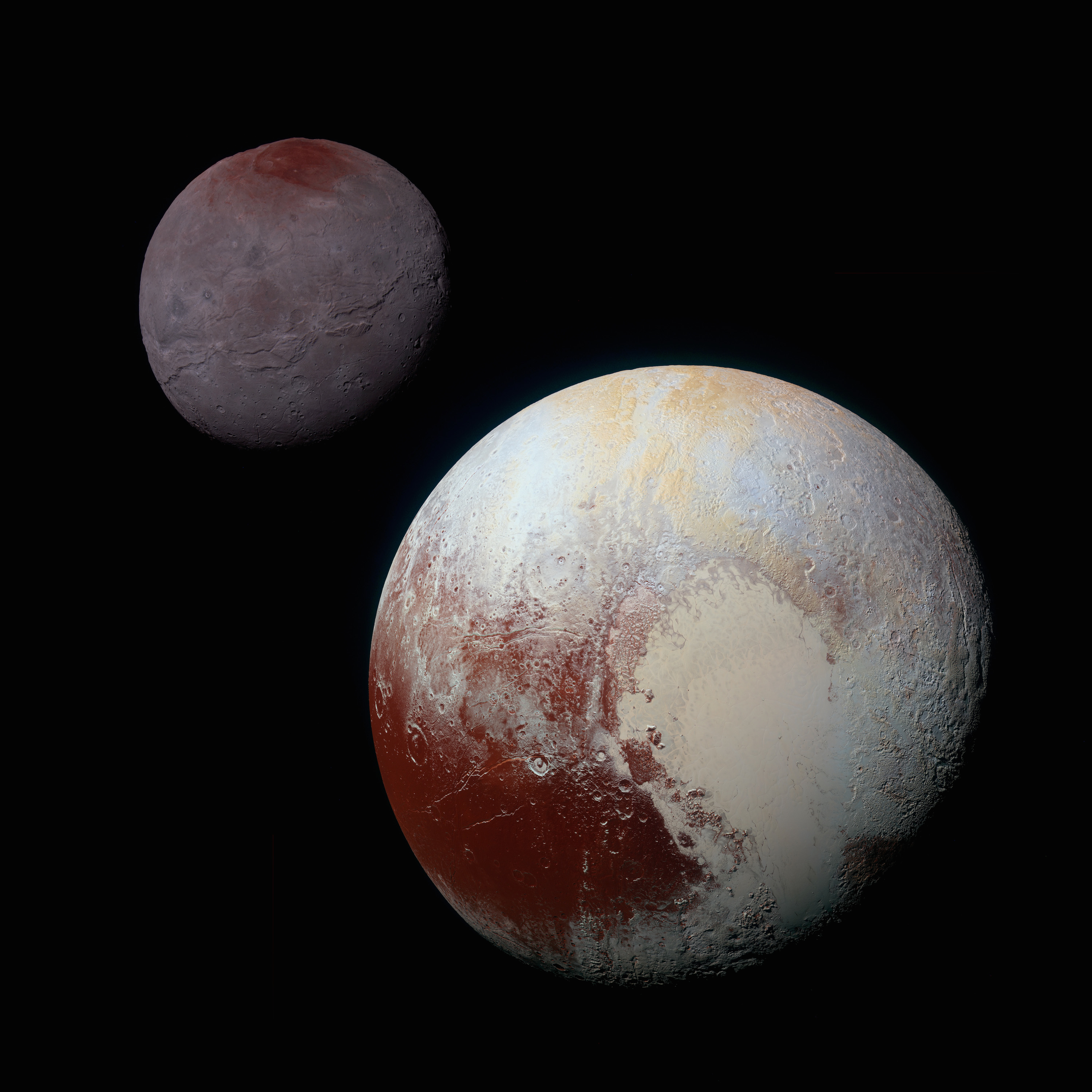
بلوتو وقمره شارون.

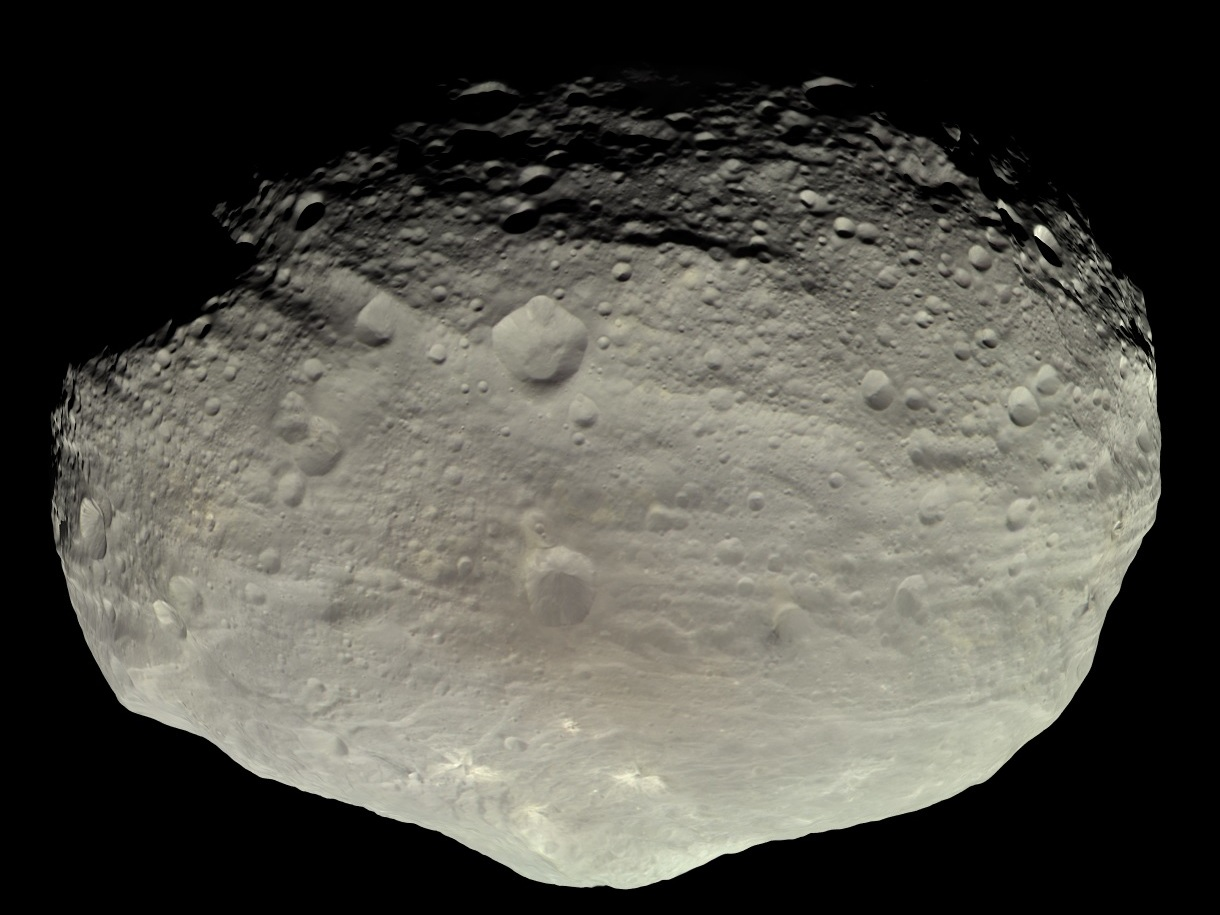
4 فيستا، كويكب على وشك أن يكون كوكبًا قزمًا.

ابتداءً من عام 1801، اكتشف علماء الفلك سيريس وأجسامًا أخرى بين المريخ والمشتري والتي كانت تُعتبر لعقود من الزمن كواكب. بين ذلك الحين وحوالي عام 1851، عندما بلغ عدد الكواكب 23 كوكبًا، بدأ علماء الفلك في استخدام كلمة كويكب للأجسام الأصغر ثم توقفوا عن تسميتها أو تصنيفها على أنها كواكب.
مع اكتشاف بلوتو في عام 1930، اعتبر معظم علماء الفلك أن النظام الشمسي يحتوي على تسعة كواكب، إلى جانب الآلاف من الأجسام الأصغر (الكويكبات والمذنبات). لما يقرب من 50 عامًا كان يُعتقد أن بلوتو أكبر من عطارد، ولكن مع اكتشاف قمر بلوتو شارون في عام 1978، أصبح من الممكن قياس كتلة بلوتو بدقة وتحديد أنها كانت أصغر بكثير من التقديرات الأولية. كانت كتلة بلوتو تقارب واحدًا على عشرين من كتلة عطارد، مما جعل بلوتو أصغر كوكب على الإطلاق. على الرغم من أنه كان لا يزال أكبر بعشر مرات من أكبر جسم في حزام الكويكبات، الذي هو سيريس، إلا أنه كان يحتوي على خُمس كتلة قمر الأرض فقط. علاوة على ذلك، وبوجود بعض الخصائص غير العادية، مثل الانحراف المداري الكبير والميل المداري العالي، أصبح من الواضح أنه كان نوعًا مختلفًا من الأجرام عن أي من الكواكب الأخرى.
في التسعينيات، بدأ علماء الفلك في العثور على أجرام في نفس المنطقة من الفضاء مثل بلوتو (المعروفة الآن باسم حزام كايبر)، وبعضها بعيدًا. تشترك العديد من هذه الأجرام في العديد من الخصائص المدارية الرئيسية لبلوتو، وبدأ يُنظر إلى بلوتو على أنه أكبر عضو في فئة جديدة من الأجرام، البلوتينات. أصبح من الواضح أنه يجب أيضًا تصنيف أكبر لهذه الأجرام على أنها كواكب، أو يجب إعادة تصنيف بلوتو، مثلما أعيد تصنيف سيريس بعد اكتشاف كويكبات إضافية. أدى ذلك ببعض علماء الفلك إلى التوقف عن الإشارة إلى بلوتو ككوكب. بدأ استخدام العديد من المصطلحات، بما في ذلك الكواكب الفرعية والكواكب الصغيرة، للإشارة إلى الأجرام المعروفة الآن باسم الكواكب القزمة. كان علماء الفلك واثقين أيضًا من أنه سيتم اكتشاف المزيد من الأجرام بحجم بلوتو، وأن عدد الكواكب سيبدأ في النمو بسرعة إذا ظل بلوتو مصنفًا على أنه كوكب.
اُكتُشف إريس (المعروف آنذاك باسم 2003 UB313) في يناير 2005؛ كان يُعتقد أنه أكبر قليلاً من بلوتو، وأشارت بعض التقارير بشكل غير رسمي إلى أنه الكوكب العاشر. ونتيجة لذلك، أصبحت القضية موضوع نقاش مكثف خلال الجمعية العامة للاتحاد الفلكي الدولي في أغسطس 2006. تضمنت المسودة الأولية لمقترح الاتحاد الفلكي الدولي شارون وإريس وسيريس في قائمة الكواكب. بعد أن اعترض العديد من علماء الفلك على هذا الاقتراح، وضع بديل من قبل علماء الفلك في أوروغواي خوليو انخيل فرنانديز وغونزالو تانكردي: اقترحوا فئة وسيطة للأجرام الكبيرة بما يكفي لتكون مستديرة ولكنها لم تقم بإزالة الكواكب المصغرة من مداراتها. بعد إسقاط شارون من القائمة، أزال الاقتراح الجديد أيضًا بلوتو وسيريس وإريس، لأنهم لم يزيلوا تلك الأجرام من مداراتهم.
قرر الاتحاد الفلكي الدولي أن الكواكب والأجرام الأخرى، باستثناء الأقمار الصناعية، في نظامنا الشمسي تصنف إلى ثلاث فئات على النحو التالي:
(1) الكوكب (أ) هو جرم سماوي يدور حول الشمس، لديه كتلة كافية لجاذبيته الذاتية للتغلب على قوى الجسم الجاسئة بحيث يفترض شكل التوازن الهيدروستاتيكي (شبه دائري)، وإزالة الشوائب من مداره.
(2) «الكوكب القزم» هو جرم سماوي يدور حول الشمس، لديه كتلة كافية لجاذبيته الذاتية للتغلب على قوى الجسم الجاسئة بحيث يفترض توازنًا هيدروستاتيكيًا (تقريبًا دائري) الشكل (ب)، ليس له القدرة على التحكم في الإجرام المجاورة حول مداره، وأيضًا ليس قمرًا طبيعيًا.
(3) جميع الأجرام الأخرى (ج)، باستثناء الأقمار الصناعية، التي تدور حول الشمس يجب أن يشار إليها مجتمعة باسم «الأجرام الصغيرة للنظام الشمسي».
لم يؤسس الاتحاد الفلكي الدولي عملية لتعيين أجرام حدودية، تاركًا مثل هذه الأحكام لعلماء الفلك. ومع ذلك، فقد وضعت لاحقًا إرشادات تشرف بموجبها لجنة تابعة للاتحاد الفلكي الدولي على تسمية الكواكب القزمة المحتملة: أجرام وراء نبتونية غير مسماة ذات قدر مطلق أكثر سطوعًا من +1 (وبالتالي قطرها الأدنى 838 كم المطابق لأبيض هندسي 1) كان من المقرر أن يتم تسميتها من قبل لجنة تسمية الكوكب القزم. في ذلك الوقت (ولا يزال حتى عام 2019)، كانت الأجرام الوحيدة التي استوفت معيار التسمية هي هاوميا وميكميك.
هذه الأجرام الخمسة -الثلاثة قيد النظر في عام 2006 (بلوتو، سيريس وإريس) بالإضافة إلى الاثنين التي أجريت تسميتهم في عام 2008 (هاوميا وميكميك)- تُقدم عادةً على أنها الكواكب القزمة للنظام الشمسي من خلال تسمية السلطات. ومع ذلك، لوحظ واحد منهم فقط -بلوتو- بتفاصيل كافية للتحقق من أن شكله الحالي يناسب ما يمكن توقعه من التوازن الهيدروستاتيكي. سيريس قريب من التوازن، لكن بعض شذوذات الجاذبية لا تزال غير مفسرة.
من ناحية أخرى، يشير المجتمع الفلكي عادةً إلى أكبر الأجرام الوراء نبتوني على أنها كواكب قزمة. على سبيل المثال، وصف مختبر الدفع النفاث/وكالة ناسا جونجونج بأنه كوكب قزم بعد الملاحظات في عام 2016، وتحدث سايمون بورتر من معهد الأبحاث الجنوبي الغربي عن «الكواكب القزمة الثمانية الكبرى [TNO]» في عام 2018، في إشارة إلى بلوتو وإريس وهوميا وميكميك وجونجونج وكواور وسدنا وأوركوس.
على الرغم من وجود مخاوف بشأن تصنيف الكواكب التي تدور حول نجوم أخرى، لم تحل المشكلة بعد. اقترح بدلاً من ذلك تحديد هذا فقط عندما تبدأ ملاحظة الأجرام بحجم الكوكب القزم.

## المعلومات الكوكبية
| سيريس  | حزام الكويكبات | 2.77  | 4.60   | 17.882 | 10.59 | 0.080 | 0.33  |
| بلوتو  | حزام كايبر     | 39.48 | 248.09 | 4.666  | 17.14 | 0.249 | 0.077 |
| هاوميا | حزام كايبر     | 43.34 | 285.4  | 4.484  | 28.19 | 0.189 | ?     |
| ميكميك | حزام كايبر     | 45.79 | 309.9  | 4.419  | 28.96 | 0.159 | ?     |
| إريس   | القرص المبعثر  | 67.67 | 557    | 3.436  | 44.19 | 0.442 | 0.10  |

| الأنساق الفيزيائية للكواكب القزمة | الأنساق الفيزيائية للكواكب القزمة | الأنساق الفيزيائية للكواكب القزمة | الأنساق الفيزيائية للكواكب القزمة | الأنساق الفيزيائية للكواكب القزمة | الأنساق الفيزيائية للكواكب القزمة | الأنساق الفيزيائية للكواكب القزمة | الأنساق الفيزيائية للكواكب القزمة | الأنساق الفيزيائية للكواكب القزمة | الأنساق الفيزيائية للكواكب القزمة | الأنساق الفيزيائية للكواكب القزمة | الأنساق الفيزيائية للكواكب القزمة | الأنساق الفيزيائية للكواكب القزمة | الأنساق الفيزيائية للكواكب القزمة |
| الاسم                             | القطر الاستوائي النسبي[E]         | القطر الاستوائي (كم)              | الكتلة النسبية[E]                 | الكتلة (×1021 كغم)                | الكثافة (×103غ/م³)                | جاذبية السطح (m/s2)               | الإفلات سرعة (كم/ث)               | الميل المحوري                     | مدة الدوران حول المحور (الأيام)   | الأقمار                           | حرارة الحرارة. (ك)                | الغلاف الجوي                      |                                   |
| --------------------------------- | --------------------------------- | --------------------------------- | --------------------------------- | --------------------------------- | --------------------------------- | --------------------------------- | --------------------------------- | --------------------------------- | --------------------------------- | --------------------------------- | --------------------------------- | --------------------------------- | --------------------------------- |
| سيريس                             | 0.074                             | 974.6±3.2                         | 0.0002                            | 0.95                              | 2.08                              | 0.27                              | 0.51                              | ~3°                               | 0.38                              | 0                                 | 167                               | none                              |                                   |
| بلوتو                             | 0.19                              | 2306±30                           | 0.0021                            | 13.05                             | 2.0                               | 0.58                              | 1.2                               | 119.59°                           | -6.39                             | 3                                 | 44                                | انتقالي                           |                                   |
| هاوميا                            | 0.09                              | 1150+250 −100                     | 0.0008                            | 4.2 ± 0.1                         | 2.6–3.3                           | ~0.44                             | ~0.84                             |                                   |                                   | 2                                 | 32 ± 3                            | ?                                 |                                   |
| ميكميك                            | 0.12                              | 1500+400 −200                     | 0.0008                            | ~4?                               | ~2?                               | ~0.5                              | ~0.8                              |                                   |                                   | 0                                 | ~30                               | انتقالي?                          |                                   |
| إريس                              | 0.19                              | 2400±100                          | 0.0025                            | 16.7                              | 2.3                               | ~0.8                              | 1.3                               |                                   | ~0.3                              | 1                                 | 42                                | انتقالي?                          |                                   |
| E مقاس نسبة إلى الأرض.            |                                   |                                   |                                   |                                   |                                   |                                   |                                   |                                   |                                   |                                   |                                   |                                   |                                   |

## الهوامش
- أ الكواكب الثمانية هي: عطارد والزهرة والأرض والمريخ والمشتري وزحل وأورانوس ونبتون.
- ب سيتم إنشاء عملية الاتحاد الفلكي الدولي لتعيين كائنات حدودية إما كوكب قزم أو حالة أخرى.
- ج وتشمل هذه حاليًا معظم كويكبات النظام الشمسي، ومعظم الأجرام وراء نبتونية (TNOs)، والمذنبات، والأجرام الصغيرة الأخرى.

## وصلات خارجية
- NPR: قد تحصل الكواكب القزمة أخيرًا على الاهتمام. (بالإنجليزية)
- بي بي سي أخبار: سؤال وجواب اقتراح الكواكب الجديدة. (بالإنجليزية)